# Serhiy Holovatyi
Serhiy Holovatyi (né le 29 mai 1954 à Odessa) est un homme politique, ministre de la Justice, juge et député ukrainien.

## Formation
Il a fait des études de droit à l'Université nationale Taras-Chevtchenko de Kiev et il a été juge à la cour constitutionnelle en 2013et président de celle-ci en emplacement de Oleksandr Toupytsky.

## Parcours politique
Il fut ministre de la justice de 1995 à 1997 puis de 2005 à 2006.
Il a été élu sans discontinuer de la  IIIe à la VIe Rada ukrainienne.